# Halil Umut Meler
Halil Umut Meler (ur. 1 sierpnia 1986 w Izmirze) – turecki sędzia piłkarski od 2013, od 2015 sędzia Süper Lig, od 2017 sędzia międzynarodowy FIFA, od 2022 jest posiadaczem licencji UEFA Elite.

## Mecze sędziowane w trakcie Mistrzostw Europy 2024
| Mecz              | Data            | Miejsce                                 | Runda        | Wynik | Żółta kartka | Czerwona kartka |
| ----------------- | --------------- | --------------------------------------- | ------------ | ----- | ------------ | --------------- |
| Belgia – Słowacja | 17 czerwca 2024 | Deutsche Bank Park, Frankfurt nad Menem | Faza grupowa | 0:1   | 4            | 0               |
| Polska – Austria  | 21 czerwca 2024 | Stadion Olimpijski, Berlin              | Faza grupowa | 1:3   | 6            | 0               |